# Ḩoseynābād (ort i Kerman, lat 28,70, long 59,06)
Ḩoseynābād (persiska: حسین آباد, Ḩoseynābād-e Sarhang) är en ort i Iran.   Den ligger i provinsen Kerman, i den sydöstra delen av landet, 1 100 km sydost om huvudstaden Teheran. Ḩoseynābād ligger 600 meter över havet och antalet invånare är 138.
Terrängen runt Ḩoseynābād är platt, och sluttar brant österut. Runt Ḩoseynābād är det glesbefolkat, med 14 invånare per kvadratkilometer. Närmaste större samhälle är Yazdān Panāh, 5,9 km söder om Ḩoseynābād. Trakten runt Ḩoseynābād är ofruktbar med lite eller ingen växtlighet.